# Piano E e piano H
Il piano E e il piano H sono reference piani di riferimento per guide d'onda, antenne ed altri dispositivi a microonde polarizzati linearmente.
Nei sistemi a guida d'onda, così come nei circuiti elettrici, è spesso conveniente poter dividere la potenza nel circuito in due o più frazioni. In un sistema a guida d'onda, per la divisione della potenza viene utilizzato un elemento detto giunzione.
In una rete elettrica a bassa frequenza, è possibile combinare gli elementi circuitali in serie o parallelo, dividendo in tal modo la potenza della sorgente tra diversi componenti del circuito.

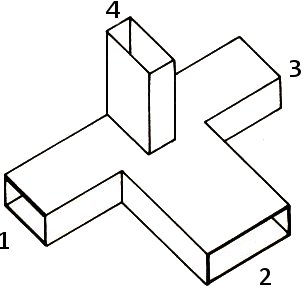
Schema di un T magico

Nei circuiti a microonde, una guida d'onda con tre porte indipendenti è detta giunzione a T. 
L'uscita 4 di una giunzione a T magico, che in letteratura anglosassone è indicata come uscita corrispondente al piano E, è sfasata di 180° rispetto al segnale in ingresso, supponendo che quest'ultimo sia applicato alla porta 3 della giunzione a T magico, mentre l'uscita 2, che in letteratura anglosassone è indicata come uscita corrispondente al piano H, è in fase rispetto allo stesso segnale in ingresso.

## Piano E
Per un'antenna polarizzata linearmente, questo è il piano contenente il vettore campo elettrico e la direzionne di massima radiazione. Il campo elettrico o il piano E determinano la polarizzazione o l'orientamento delle onde radio. Per un'antenna polarizzata verticalmente, il piano E solitamente coincide con il piano verticale in cui, con il diagramma di radiazione, viene rappresentato graficamente l'angolo di elevazione. Per un'antenna polarizzata orizzontalmente, il piano E solitamente coincide con il piano orizzontale in cui viene rappresentato graficamente l'azimut.
Il piano E e il piano H dovrebbero essere separati a 90 gradi.

## Illustrazioni

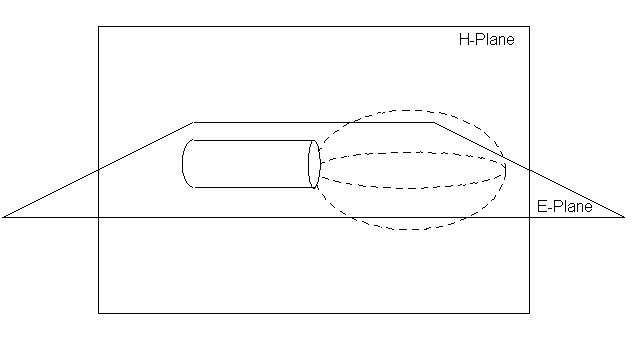
Diagramma che mostra la relazione tra i piani E ed H per un'antenna Yagi direttiva polarizzata orizzontalmente.

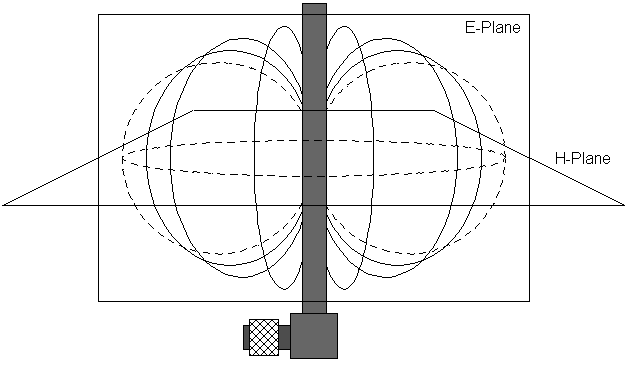
Diagramma che mostra la relazione tra i piani E ed H per un'antenna a dipolo omnidirezionale polarizzata verticalmente.

## Piano H
Considerando il caso della stessa antenna polarizzata linearmente, questo è il piano contenente il vettore campo magnetico e la direzione di massima radiazione. Il campo magnetico o il piano H giacciono perpendicolarmente al piano E. Per un'antenna polarizzata verticalmente, il piano H solitamente coincide con il piano orizzontale in cui, con il diagramma di radiazione, viene rappresentato graficamente l'azimut. Per un'antenna polarizzata orizzontalmente, il piano H solitamente coincide con il piano verticale in cui viene rappresentato graficamente l'angolo di elevazione.

## Co- e cross-polarizzazioni
La co-polarizzazione e la cross-polarizzazione sono definite per i piani E e H nel diagramma di radiazione. Queste direzioni sono definite in coordinate sferiche in corrispondenza dei fronti d'onda sferici dell'onda che si propaga. Per convenzione, la direzione di co-polarizzazione è la direzione del campo E mentre la direzione di cross-polarizzazione è la direzione del campo H. La potenza in ricezione è massima per un'antenna orientata in co-polarizzazione mentre è minima per l'orientamento in cross-polarizzazione.